# Měchovci
Měchovci (Strongylida) jsou parazitující geohelminti z kmene hlístice. Způsobují onemocnění označované jako důlní nemoc či hornická blednička.

## Zástupci
Mezi zástupce patří například měchovec lidský (Ancylostoma duodemnale) a měchovec americký (Necator americanus).

## Životní cyklus
Larvy měchovců se po vylíhnutí z vajíčka aktivně snaží proniknout kůží hostitele do krevního řečiště, kterým putují přes srdce do plic. Zde dojde k podráždění, které vede k vykašlání měchovce do dutiny ústní a následnému spolknutí. Měchovci putují do tenkého střeva, kde dospívají. Zde kutikulárními zuby nakusují stěnu střeva a živí se vytékající krví. Jelikož hostitele zraňují opakovaně, může dojít k vážnému poranění až usmrcení hostitele. Protože v místě sání vznikne zánět, je mnichovec nucen migrovat z místa na místo.